# Jozef Kopasz
Jozef Kopasz (4. listopadu 1889 Moškovec – 11. ledna 1947) byl československý politik a meziválečný poslanec Národního shromáždění za KSČ, později za Československou sociálně demokratickou stranu dělnickou.

## Biografie
Profesí byl předsedou Družiny válečných poškozenců. Podle údajů z roku 1935 bydlel v Bratislavě.
V parlamentních volbách v roce 1925 získal poslanecké křeslo v Národním shromáždění za KSČ. Mandát neobhájil v parlamentních volbách v roce 1929. Do parlamentu se vrátil až po parlamentních volbách v roce 1935, nyní jako poslanec za sociální demokraty. Poslanecký post si podržel do ledna 1939, kdy byl zbaven mandátu v důsledku rozpuštění sociálně demokratické strany na Slovensku.